# تاكويا
تاكويا (باليابانية: TAKUYA) هو منتج أسطوانات وملحن ياباني، ولد في 9 سبتمبر 1971 في كيوتو في اليابان.

## وصلات خارجية
- الموقع الرسمي
- تاكويا على موقع ميوزك برينز (الإنجليزية)